# Olga Perovskaya

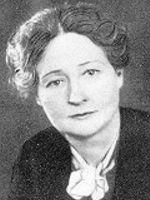
Retrato, 1935

Olga Vasilievna Perovskaya (en cirílico ruso: О́льга Васи́льевна Перо́вская, Melitopol uyezd, Táurida, 27 de marzo jul. / 9 de abril greg. de 1902-Moscú, 18 de septiembre de 1961) fue una escritora rusa de literatura infantil-juvenil.

## Biografía
Era nieta del revolucionario Vasili Prevosky, hermano de Sofía Perovskaya, primera mujer condenada a muerte en Rusia en 1881 por razones políticas. Su padre, Vasili Prevosky Jr., se casó con María Davidovna Krzyzanowski,  y tuvieron cuatro hijas: Sofía (26/03/1900), Olga (27-03/1902), Yulia (29/04/1904) y Natalia (29/03/1906).
De 1923 a 1926, estudió biología en la Universidad de Moscú.
En 1925, publicó su primer libro con tintes autobiográficos sobre su familia (un forestal con cuatro hijas…), “Niños y animales”, que tuvo un gran éxito.
Se casó con el también escritor infantil-juvenil Gregory Yemelianovich Zamchalov (1901-1941), muerto en la Segunda Guerra Mundial.
Fue arrestada el 15 de marzo de 1943 en una de las purgas de Stalin y condenada a seis años en un campo de trabajo, más tarde la condenaron al exilio y fue exonerada en los años 1950 tras la muerte de Stalin. Durante este tiempo sus libros no se pudieron vender.

## Obra
- «Ребята и зверята», 1925
- «Мои волчата», 1927
- «Ишка и Милка», 1928
- «Чубарый», 1929
- «Остров в степи»,1934
- «Как и для чего я писала книгу „Ребята и зверята“» , 1935
- «Необыкновенные рассказы про обыкновенных животных», 1939
- «Мармотка», 1939
- «Васька»,1941
- «Про поросят», 1941
- «Золотое руно», 1957
- «Джан — глаза героя», 1958
- «Тигрёнок Васька», 1959